# Bulbophyllum spissum
Bulbophyllum spissum là một loài phong lan thuộc chi Bulbophyllum.